# چکاوک راسو
چکاوک راسو (نام علمی: Alauda razae) نام یک گونه از سرده چکاوک‌های آسمانی است.

## نگارخانه

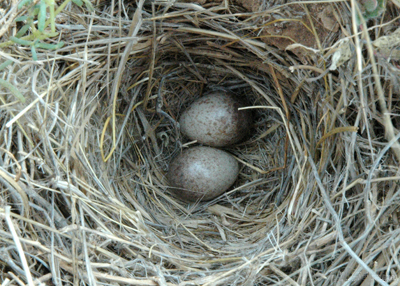
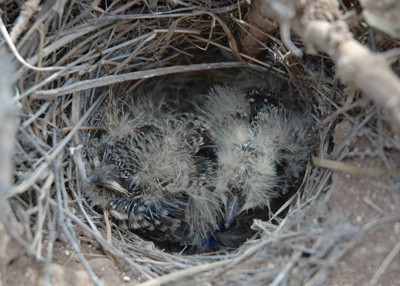
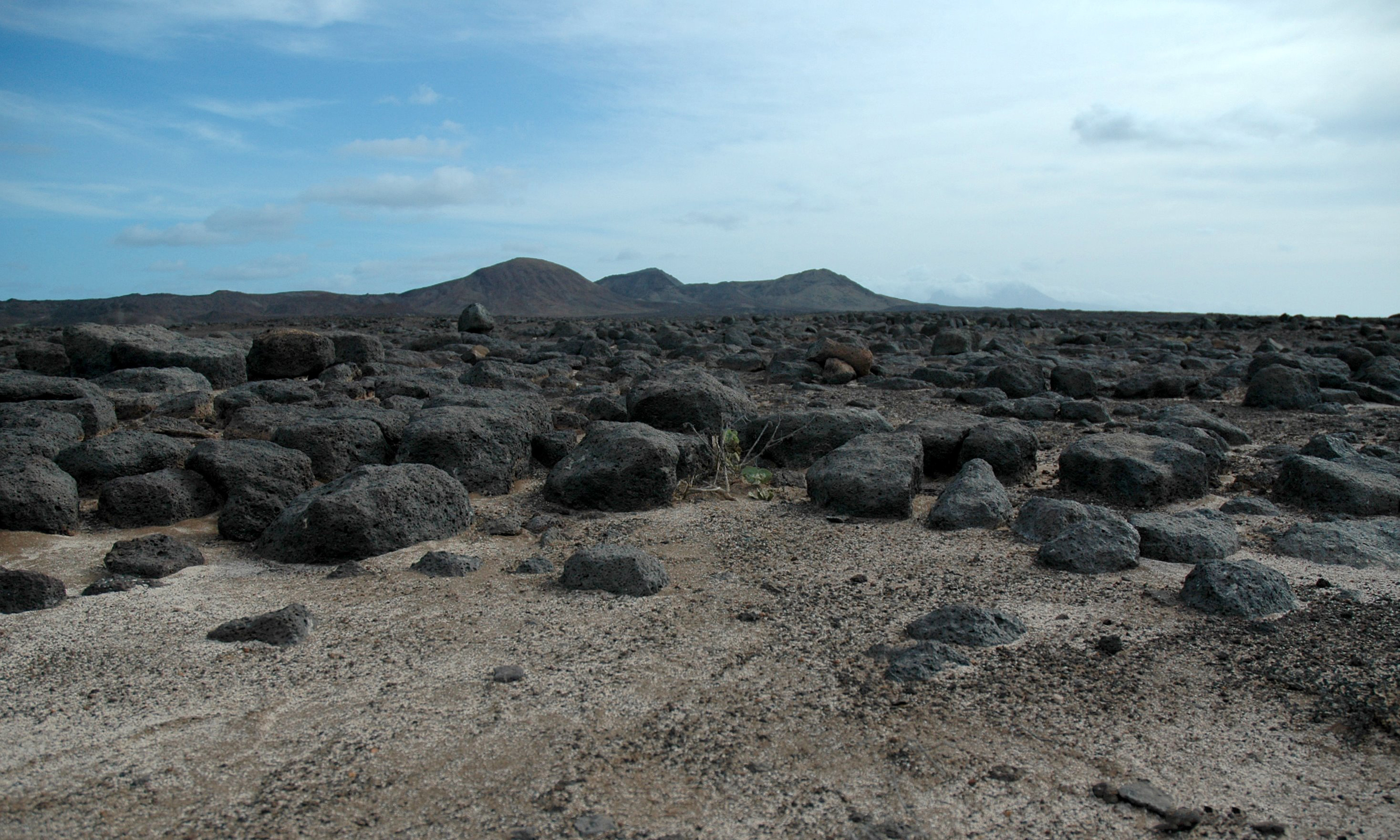
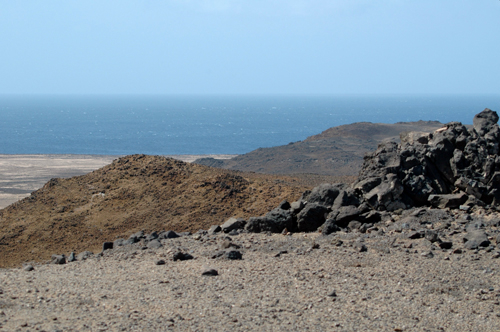